# 韦尔姆
韦尔姆（法語：Vermes，法語發音：[vɛʁm]）是瑞士汝拉州的旧市镇，位於該國西北部，面積18.32平方公里，海拔高度566米，2011年人口321，五成半人口信奉羅馬天主教，人口密度每平方公里18人。